# Ідзковський Антон Леонардович
Анто́н Ідзко́вський (*29 грудня 1907, м. Київ — †24 січня 1995, м. Київ) — колишній радянський футболіст, воротар. Заслужений майстер спорту (1945). Заслужений тренер України (1961).

## Біографія
Футболом Антон Леонардович зацікавився у школі № 79, що в столиці України, де був помічений представником новоствореної команди «Радторгслужбовці (Київ)». Для періоду НЕПу потрапити в неї було неабиякою вдачею. Навесні 1926 року 18-річний Ідзковський став «першим номером» цього колективу, а через два сезони отримав запрошення до київського «Динамо».
Юний воротар розробив спеціальні вправи, які на його думку мали сприяти розвитку реакції, координації, спритності, гнучкості, та годинами займався за індивідуальною програмою. До речі, антропометричні дані Антона Леонардовича були зовсім не воротарськими, так що самопідготовка, яку він собі вчинив, відіграла дуже важливу роль.
Ідзковський увійшов до найпершого списку найкращих футболістів СРСР, який опублікували у 1933 році. Він вирізнявся швидкістю реакції, ефектними стрибками та вважався прибічником традицій старої воротарської школи.
7 серпня 1934 року Ідзковський провів єдиний матч у складі збірної СРСР проти національної команди Туреччини, який носив неофіційний характер та закінчився перемогою радянських футболістів з рахунком 2:1.
А 1935 року у складі збірної УРСР, до якої входило чимало динамівців, мав брати участь у матчі проти професійного французького клубу «Ред Стар Олімпік», однак захворів і місце у воротах зайняв Микола Трусевич .
Під час Німецько-радянської війни певний час виступав за казанську команду «Динамо». А після війни Ідзковський жив у Києві на вулиці Фучика, працював у «Динамо», ФШМ (Київ) та Федерації Футбола України. Голова ФФУ 1962-1963..
Незадовго до смерті саме він сприяв появі у пресі фотознімка, що розвінчував легенду про «матч смерті» між київськими футболістами та німецькими окупантами у 1942 році.
Як тренер підготував таких відомих українських голкіперів як Олег Макаров, Євген Лемешко та Віктор Банніков.

## Досягнення
Командні
- Срібний призер Чемпіонату СРСР (1936в)
- Третій призер чемпіонату'1937.
- Володар кубка України: 1937,1938,1944.
- Переможець першості Динамо УСРР: 1931, 1933, 1935.
- Чемпіон України: 1931, 1936(показ) 1944.

Індивідуальні
- У 1945 році отримав звання «Заслуженого майстра спорту».
- Був удостоєний почесного звання заслуженого тренера України (1961).
- Інтернет-портал «Football.ua» включив Ідзковського до списку 50 найкращих гравців в історії «Динамо»[3].

## Участь у кінематографі
Кажуть, що Антон Леонардович слугував прототипом Антона Кандідова — головного героя книги «Воротар республіки» відомого радянського письменника Лева Кассіля. Точного підтвердження цьому немає: хіба що імена збігаються.

Влітку 1936 року до Києва завітала група кіностудії «Ленфільм», що знімала фільм «Воротар» за мотивами вказаного роману. Головний режисер запросив основного голкіпера київського «Динамо» допомогти у навчанні воротарській майстерності актора Григорія Плужника, що виконував роль Антона Кандідова. А як вдячність довірив Ідзковському невелику роль голкіпера закордонної команди «Буйволи». Так гра Антона Леонардовича збереглася на кіноплівці.

## Галерея

Перша фотографія в історії «Динамо» Київ, 01.09.1928. Ідзковський стоїть 4-м зліва
Фотографія "Динамо" 1928 року. Зліва направо (тільки футболісти): нижній ряд — Іванов С., Ідзковський, Дишкант; середній ряд — Мурашов, Бардадим, Пірокеті; верхній ряд — Рейнгольд, Трофимов, Кауфман, Терентьєв, Бойко
Київське «Динамо» перед матчем із дніпропетровським. Зліва направо: Пржепольський, Сердюк, Бардадим, Малхасов, Синиця, Тютчев, Піонтковський, Печений, Бланк, Денисов, Ідзковський